# Fehrbelliner Platz (Berlins tunnelbana)
Fehrbelliner Platz (U-Bahnhof Fehrbelliner Platz) är en station i Berlins tunnelbana som trafikeras av linjerna U3 och U7. Den ligger under Fehrbelliner Platz. U3:s stationsdel öppnade 1913 och U7:s stationsdel 1971.

## Historia
Den första stationen öppnade 1913 på vad som idag är linje U3. Utformningen gjordes av Wilhelm Leitgebel. Stationen byggdes om 1968-1972 i samband med att stationen utvidgades med en perrong för linje U7 men har behållit sin arkitektur från 1913. U7:ans perrong går i en för sin tid typisk arkitektonisk stil vad gäller Berlins tunnelbana av Rainer G. Rümmler. Den byggdes 1968-1971 och var fram till 1978 ändstation på linjen.  Även dagens byggnad ovanför mark stod klar 1971. Stationen kom att bli en viktig trafikknutpunkt i Västberlin då omkring 15 000 anställda i stadens förvaltning arbetade i byggnader omkring stationen.

## Bilder

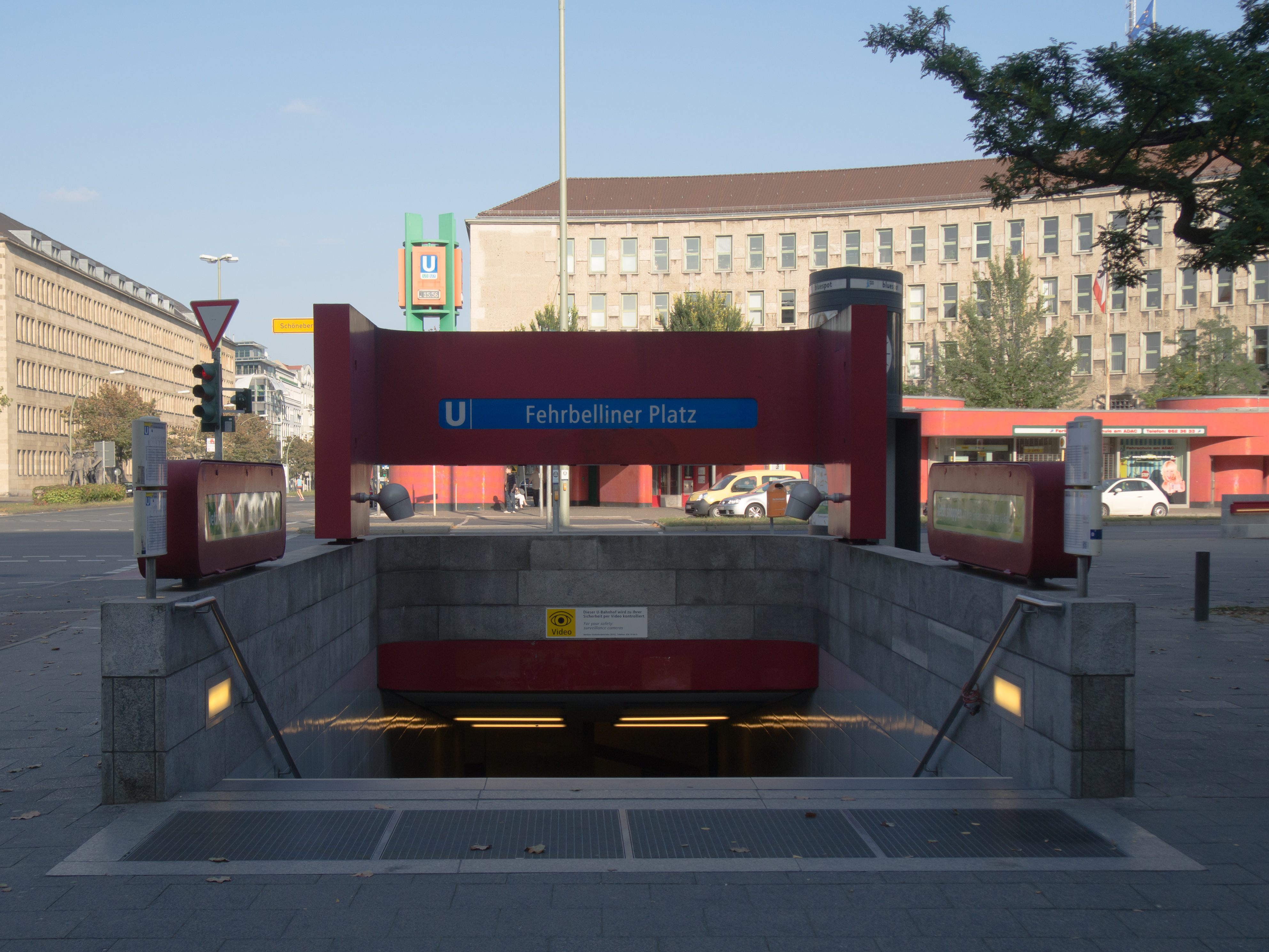
Fehrbelliner Platz
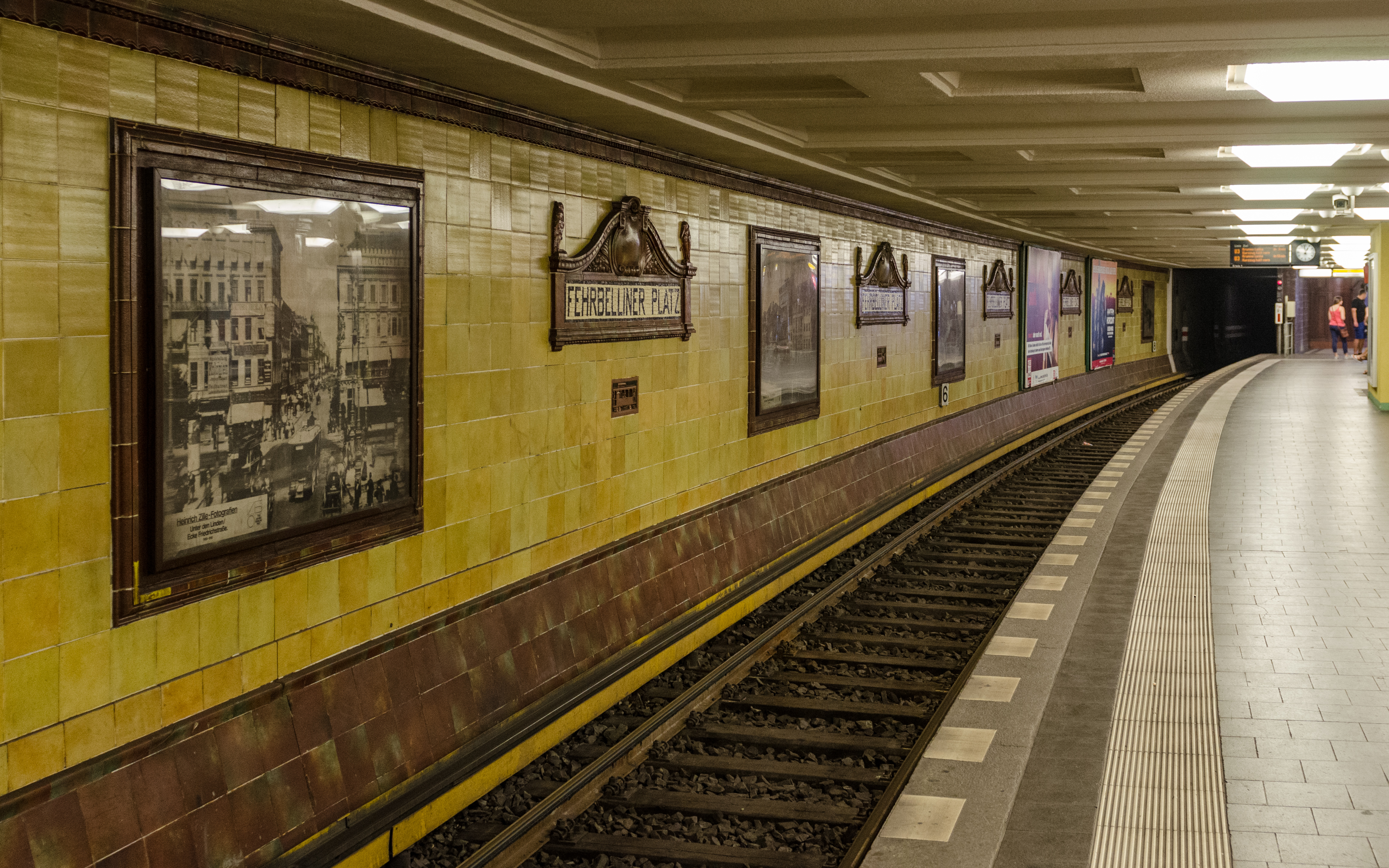
U3:s perrong
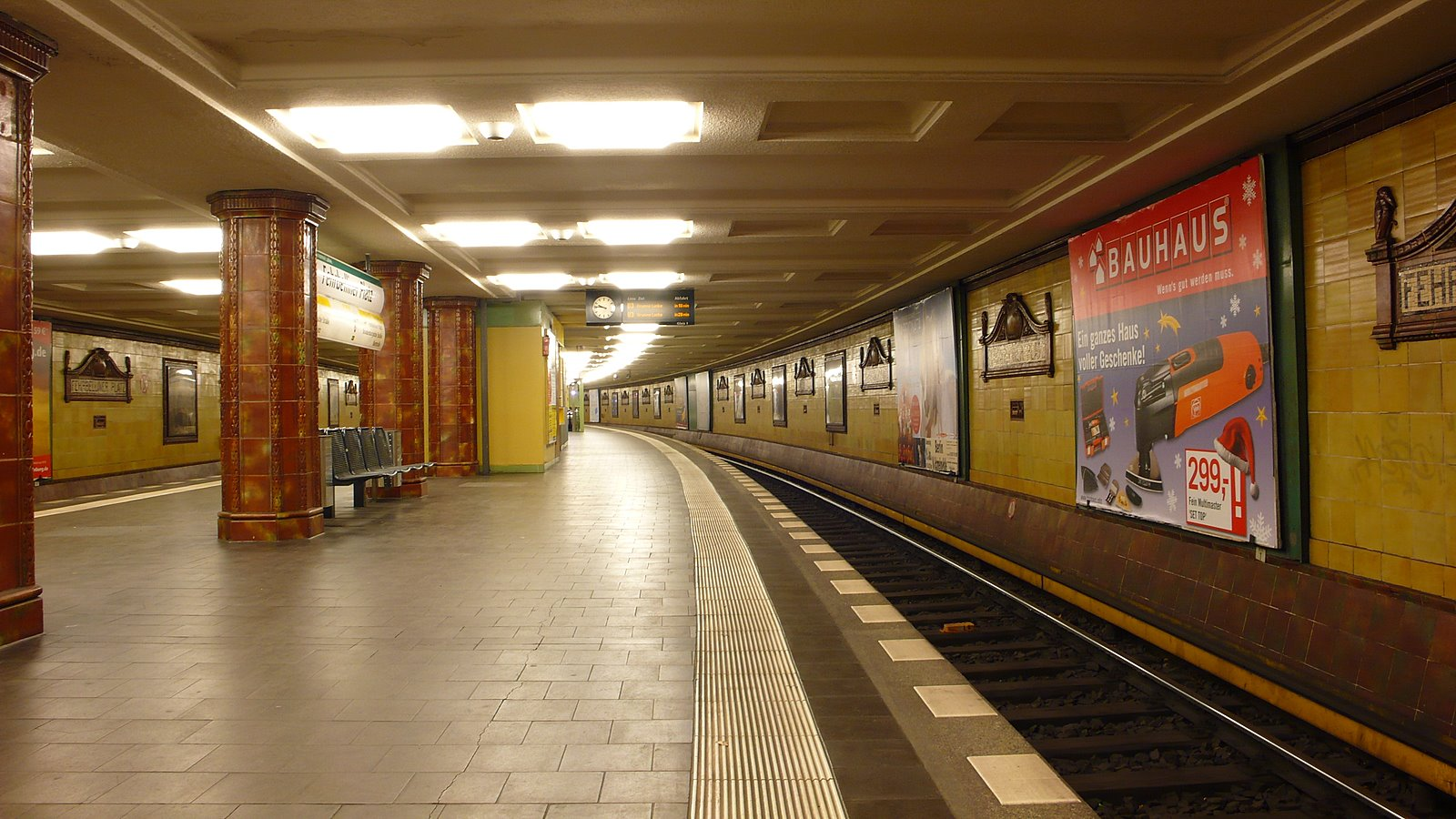
U3:s perrong
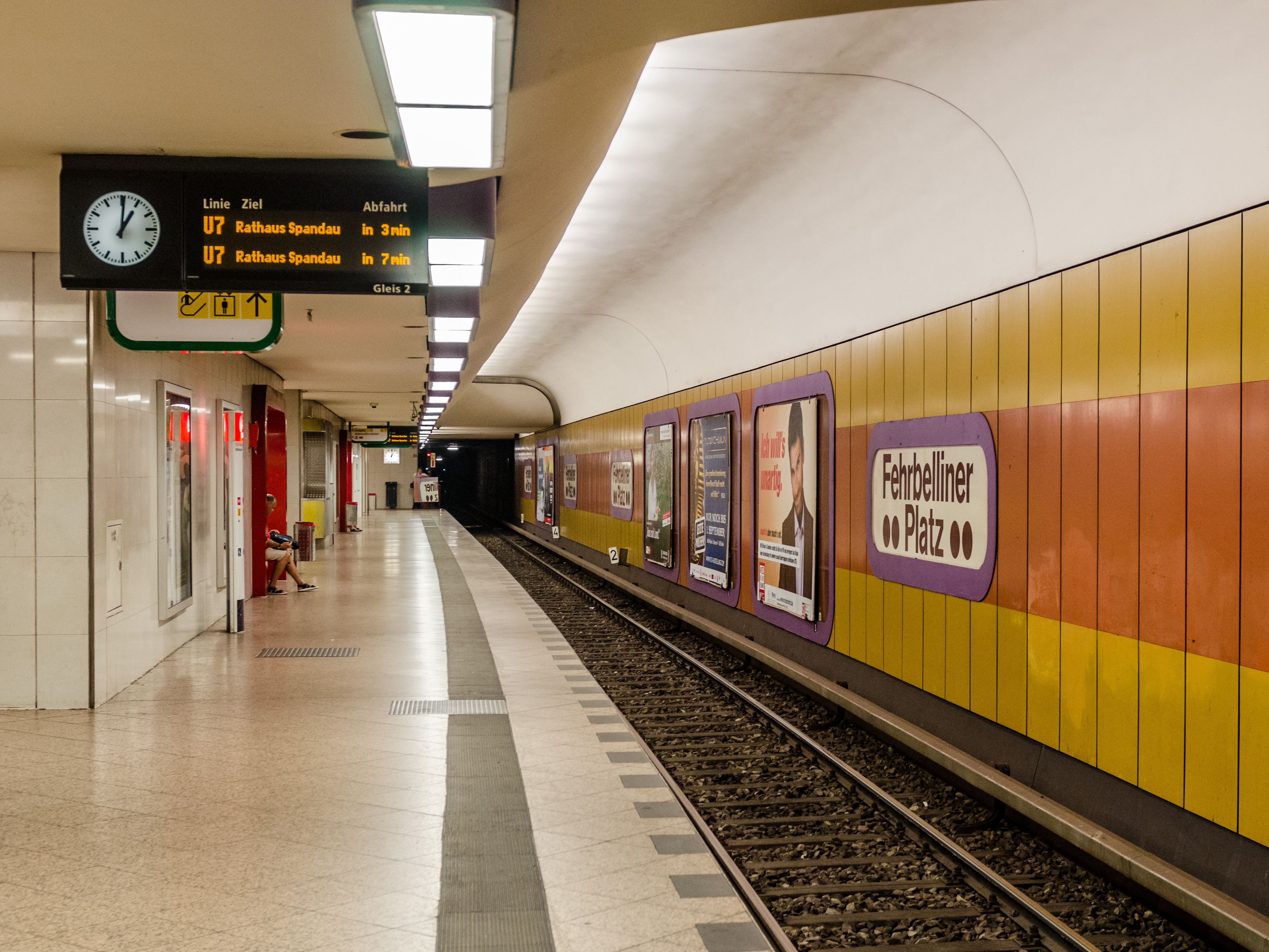
U7:s perrong